# Association internationale pour la science et la technologie céréalières
 (mai 2022).

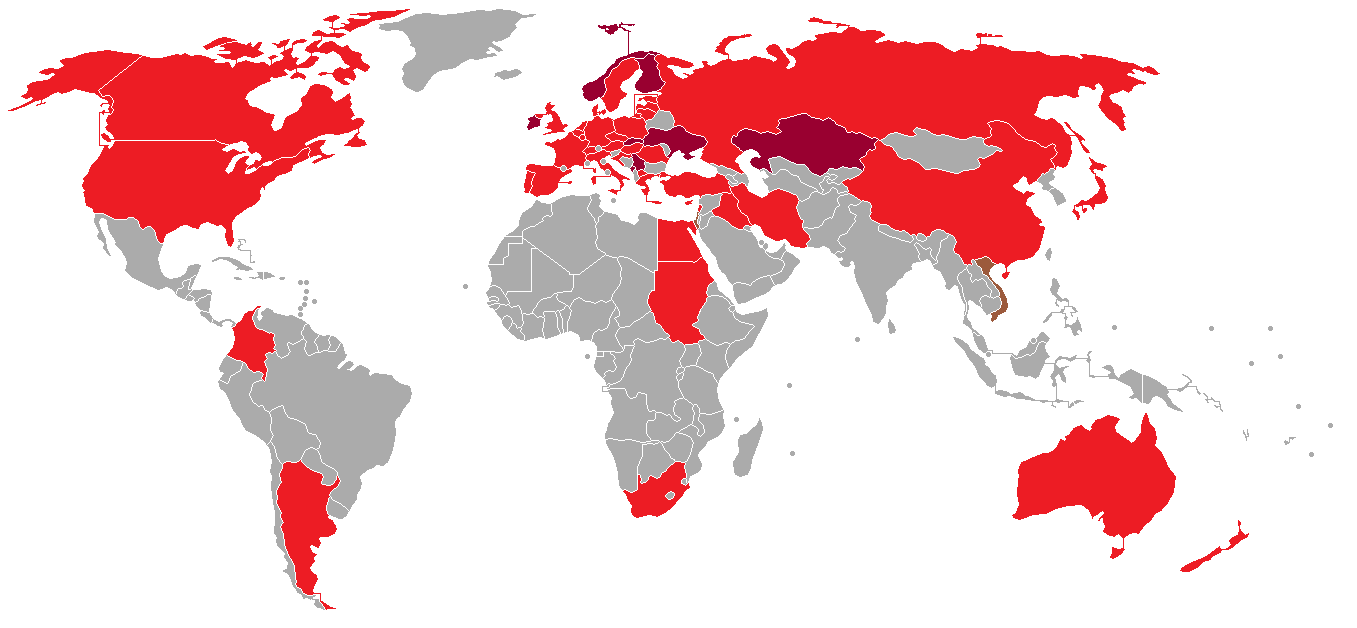
Carte des pays-membres.
Membres
Suspendus temporairement
Observateurs

L’Association internationale pour la science et la technologie céréalières (ICC, International Association for Cereal Science and Technology) a été fondée en 1955 et s'appelait à l'origine « International Association for Cereal Chemistry » (Association internationale de chimie céréalière). Cette association a été mis en œuvre pour développer des procédures d'essais de normes internationales pour les céréales et la farine. Elle compte actuellement plus de cinquante pays-membres et son siège se situe à Vienne (Autriche).